# Hassan Turkmani
Hassan Ali Turkmani, né le 1er janvier 1935 à Alep et mort le 18 juillet 2012 à Damas, est un militaire et homme politique syrien. Il est ministre de la Défense de 2004 à 2009.

## Biographie
Hassan Turkmani entre à l'académie militaire en 1954 et en sort deux ans plus tard comme officier d'artillerie. Durant la guerre du Kippour, il dirige une unité mécanisée. Nommé général en 1978, il devient chef d'état-major de l'armée syrienne en 2002. Le 12 mai 2004, Turkmani succède à Moustafa Tlas au poste de ministre de la Défense de la République arabe syrienne ; le 3 juin 2009, il quitte le ministère de la Défense pour devenir assistant chargé des affaires militaires et stratégiques avec rang de ministre auprès du vice-président Farouk el-Chareh.
Homme de confiance du président Bachar el-Assad, il est nommé par ce dernier à la tête de la cellule de crise chargée de faire face à la révolte de 2011-2012. Il est tué dans un attentat le 18 juillet 2012.

## Enseignement militaire
Hasan Turkemani a suivi divers cours et un enseignement militaire supérieur : 
- Cours des officiers, officier d'artillerie de campagne, Académie militaire syrienne
- Cours d'État-Major (École d'État-Major)
- Cours de commandement et d'État-Major (École de Guerre)
- Cours supérieur d'État-Major (Centre des hautes études militaires CHEM et Institut des hautes études de défense nationale IHEDN)

## Commandements militaires
Au cours de sa carrière, le général Turkmani occupa et commanda diverses unités militaires, ainsi que des directions centrales au ministère de la Défense et des postes de commandement centraux à l'État-Major général de l'armée arabe syrienne :
- Commandant d'un régiment d'artillerie de campagne
- Commandant d'une brigade d'artillerie d'une division d'infanterie, 1968
- Commandant d'une division d'infanterie mécanisée, Guerre d'octobre, 1973
- Directeur de la gestion des officiers, 1978
- Directeur politique, 1980
- Chef d'État-Major adjoint de l'armée, 1982
- Chef d'État-Major de l'armée, 2002
- Vice-commandant en chef des Forces armées syriennes, 2004